# Saurauia forbesii
Saurauia forbesii är en tvåhjärtbladig växtart som beskrevs av E. G. Baker. Saurauia forbesii ingår i släktet Saurauia och familjen Actinidiaceae. Inga underarter finns listade i Catalogue of Life.